# Deal, Kent
Deal este un oraș în comitatul Kent, regiunea South East, Anglia. Orașul se află în districtul Dover.